# Clementina, São Paulo
Clementina là một đô thị ở bang São Paulo của Brasil.
Đô thị này nằm ở vĩ độ 21º33'35" độ vĩ nam và kinh độ 50º26'57" độ vĩ tây, trên khu vực có độ cao 465 m. Dân số năm 2004 ước tính là 5.671 người.
Đô thị này có diện tích 168,7 km².

## Thông tin nhân khẩu
Dữ liệu dân số theo điều tra dân số năm 2000
Tổng dân số: 5.404
- Dân số thành thị: 4.958
- Dân số nông thôn: 446
- Nam giới: 2.797
- Nữ giới: 2.607

Mật độ dân số (người/km²): 32,03
Tỷ lệ tử vong trẻ sơ sinh dưới 1 tuổi (trên một triệu người): 8,96
Tuổi thọ bình quân (tuổi): 75,42
Tỷ lệ sinh (số trẻ trên mỗi bà mẹ): 2,36
Tỷ lệ biết đọc biết viết: 88,39%
Chỉ số phát triển con người (HDI-M): 0,792
- Chỉ số phát triển con người - Thu nhập: 0,670
- Chỉ số phát triển con người - Tuổi thọ: 0,840
- Chỉ số phát triển con người - Giáo dục: 0,866

(Nguồn: IPEADATA)

### Sông ngòi
- Sông Aguapeí

### Các xa lộ
- SP-425
- SP-463